# Gubkin
Gubkin - Губкин (rus) - és una ciutat de l'óblast de Bélgorod, a Rússia.

## Història
La vila fou fundada als anys 1930 a l'emplaçament del poble de Korobkovo per explotar el jaciment de ferro de Kursk. S'anomenà així en honor del geòleg Ivan Gubkin. Rebé l'estatus de ciutat el 1955.